# Haring van Sytzama
Haring van Sytzama ( ? - Hallum, 22 maart 1557) was heer van de Sytzamastate nabij Hallum en grietman van Ferwerderadeel.

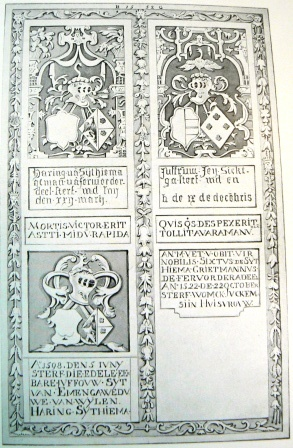
Grafsteen van Haring van Sytzama, zijn moeder Womck van Juckema en zijn beide vrouwen Jey Sickinghe en Syts Minnesdr. van Eminga in de kerk te Hallum

## Leven
Van Sytzama, telg uit het adellijke geslacht Van Sytzama, werd geboren als zoon van Syts van Sytzama (†1505) en Womkje (Womck) Lieuwes van Juckema (†1522). Zijn vader was tussen 1500 en 1504 grietman van Ferwerderadeel.
Zijn eerste huwelijk was met Jey Sickinghe (†1551), telg uit het Groningse geslacht Sickinghe. Zij was de dochter van Johan Sickinghe (circa 1452 tot na 1499), redger van Winsum en lid van het brouwersgilde te Groningen. Haar oom was de bekende staatsman Peter Sickinghe (1455-1532), ridder, burgemeester en hoofdman van de stad Groningen. Jey was weduwe van Douwe van Donia. 
Zijn tweede huwelijk was met Syts Minnesdr van Eminga (1598). Met haar kreeg hij twee zoons, Haring van Sytzama (ca. 1557-1612) en Syts van Sytzama (ca. 1559-1636). Hun zoon Haring was Ridder van Jeruzalem.
Na het overlijden van zijn eerste vrouw, Jey, gaf Van Sytzama opdracht aan de de vermaarde steenhouwer Benedictus Gerbrands te Franeker om een grafzerk voor haar te ontwerpen. Uiteindelijk ligt hij samen met zijn twee vrouwen en moeder onder deze ontworpen zerk, in de Grote of Sint-Maartenkerk te Hallum begraven.

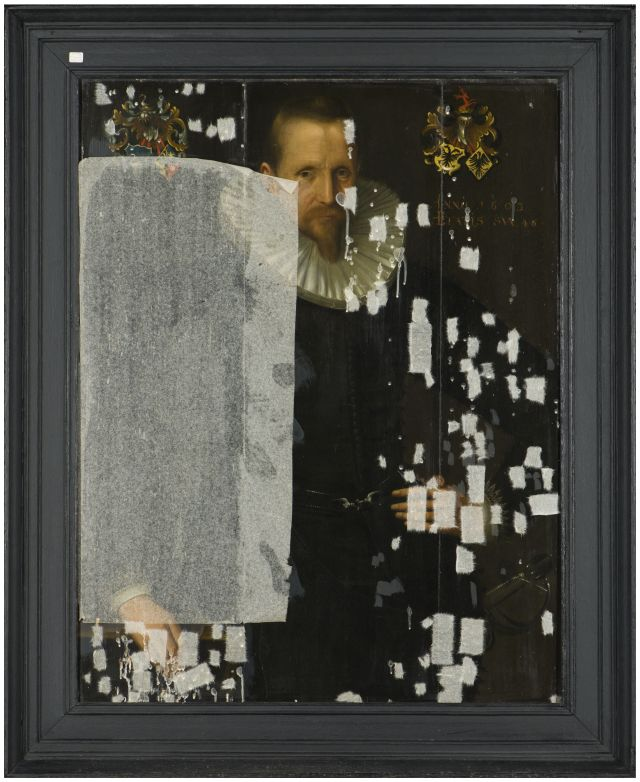
Portret van Haring van Sytzama (ca. 1557-1612), zoon van Haring

## Werk
Van Sytzama komt voor het eerst voor in 1549. Hij is dan mede-gecommitteerde bij het regelen van een geschenk voor de Prins van Spanje. De provincie was van plan om Filips II van Spanje 10.000 carolusgulden en 10 of 12 van de allerbeste paarden uit Groningerland te schenken.  
Een jaar later is Van Sytzama afgevaardigde op de landdag van 17 januari 1550. Onderwerp was de eed van huldiging van Filips II in geval keizer Karel V zou komen te overlijden. Daarnaast werd er gesproken over de approbatie en ratificatie van het traktaat van de Keizer met het Heilige Roomse Rijk.
Van Sytzama was in 1551 grietman van de grietenij Ferwerderadeel.